# Superliga de voleibol 1989-90
La temporada 1989/1990 de la Superliga de Voleibol fue la XXVI edición de la competición. Tuvo como campeón al Club Voleibol Calvo Sotelo.

## Clasificación
| Pos | Equipo                     | J  | G   | P   |
| --- | -------------------------- | -- | --- | --- |
| 1   | Club Voleibol Calvo Sotelo | 14 | 12  | 2   |
| 2   | Son Amar Palma             | 14 | 11  | 3   |
| 3   | A.C.D. Bomberos            | 14 | 9   | 5   |
| 4   | Benalmádena                | 14 | 5   | 9   |
| 5   | Cisneros                   | 14 | N/A | N/A |
| 6   | Club Voleibol Almería      | 14 | N/A | N/A |
| 7   | Salesianos                 | 14 | N/A | N/A |
| 8   | Cajasoria                  | 14 | N/A | N/A |

Referencia

## Playoffs
Campeonato
|  | Semifinales                    | Semifinales                    |                          |                | Final                                       | Final                                       |  |
|  | 24 de febrero, 3 y 18 de marzo | 24 de febrero, 3 y 18 de marzo |                          |                | 10, 17 21 de marzo, 30 de abril y 1 de mayo | 10, 17 21 de marzo, 30 de abril y 1 de mayo |  |
|  |                                |                                |                          |                |                                             |                                             |  |
|  |                                |                                |                          |                |                                             |                                             |  |
|  | Son Amar Palma                 | 0                              |                          |                |                                             |                                             |  |
|  | A.C.D. Bomberos                | 2 (0-3; 2-3)                   |                          |                |                                             |                                             |  |
|  |                                |                                |                          |                |                                             |                                             |  |
|  |                                |                                |                          |                |                                             |                                             |  |
|  |                                |                                |                          |                | Club Voleibol Calvo Sotelo                  | 3                                           |  |
|  |                                | A.C.D. Bomberos                | 2 (3-0 3-0; 2-3; N/A;3-0 |                |                                             |                                             |  |
|  |                                |                                |                          |                |                                             |                                             |  |
|  |                                |                                |                          |                |                                             |                                             |  |
|  |                                |                                |                          |                | Tercer lugar                                |                                             |  |
|  |                                |                                |                          |                |                                             |                                             |  |
|  | Club Voleibol Calvo Sotelo     | 2                              |                          | Son Amar Palma | 2                                           |                                             |  |
|  | Benalmádena                    | 0 (3-0; 3-0)                   |                          |                | Benalmádena                                 | 0                                           |  |

Descenso
|  | Semifinales           | Semifinales          |   |                       | Final        | Final       |  |
|  | 10, 17 y 18 de marzo  | 10, 17 y 18 de marzo |   |                       | 21 de marzo  | 21 de marzo |  |
|  |                       |                      |   |                       |              |             |  |
|  |                       |                      |   |                       |              |             |  |
|  | Club Voleibol Almería | N/A                  |   |                       |              |             |  |
|  | Salesianos            | 2                    |   |                       |              |             |  |
|  |                       |                      |   |                       |              |             |  |
|  |                       |                      |   |                       |              |             |  |
|  |                       |                      |   |                       | Cisneros     | 1           |  |
|  |                       | Salesianos           | 2 |                       |              |             |  |
|  |                       |                      |   |                       |              |             |  |
|  |                       |                      |   |                       |              |             |  |
|  |                       |                      |   |                       | Tercer lugar |             |  |
|  |                       |                      |   |                       |              |             |  |
|  | Cisneros              | 2                    |   | Club Voleibol Almería | 2            |             |  |
|  | Caja Soria            | N/A                  |   |                       | Cajasoria    | N/A         |  |